# 吉田孝久
吉田 孝久（よしだ たかひさ、1970年2月17日 - ）は、日本の元陸上競技選手で、陸上競技指導者、スポーツ科学者。現役時代の専門は走高跳で、元日本記録保持者である。
2000年シドニーオリンピック日本代表選手。 広島市で開かれた1994年アジア競技大会では優勝を果たしている。

## 来歴
神奈川県横浜市栄区出身。姉の影響で、横浜市立庄戸中学校時代に陸上競技を始める。3年生の時に全国大会に出場した。
神奈川県立上郷高等学校時代に全国高等学校総合体育大会陸上競技大会（インターハイ）で2メートル20の大会記録を樹立した。高校時代に好成績を残せた背景には、走高跳を専門とした教員が着任した事情もあった。
筑波大学に進み、日本ジュニア記録を2度更新（2メートル23、2メートル25）したほか、日本学生記録（2メートル28）も樹立した。大学卒業後にミズノに入社して、1993年に2メートル31の日本記録を樹立した。前記を含め、アジア大会や世界選手権では複数回の代表に選ばれたが、1992年バルセロナオリンピックや1996年アトランタオリンピックでは代表に届かず、念願の出場を果たした2000年シドニーオリンピックでは予選落ちに終わった。その結果について吉田は引退後に「自分の中で大きくし過ぎてしまった。構え過ぎちゃったかな」と述べている。
引退後は筑波大学大学院に入り、修了した。スポーツ科学の博士号を取得する。日本女子体育大学の教授となる一方、日本陸上競技連盟でも強化スタッフやコーチを務めている。

## 競技記録
※結果の (q) は予選落ち。
| 年                | 大会                           | 会場                       | 結果              | 補足              |                   |
| Representing 日本 | Representing 日本              | Representing 日本          | Representing 日本 | Representing 日本 | Representing 日本 |
| ----------------- | ------------------------------ | -------------------------- | ----------------- | ----------------- | ----------------- |
| 1988              | 世界ジュニア陸上競技選手権大会 | カナダ・サドバリー         | 13位              | 2.08 m            |                   |
| 1990              | アジア競技大会                 | 中国・北京市               | 3位               | 2.15 m            |                   |
| 1991              | 世界室内陸上競技選手権大会     | スペイン・セルビア         | 17位 (q)          | 2.20 m            |                   |
| 1991              | 世界陸上競技選手権大会         | 日本・東京都               | 16位 (q)          | 2.24 m            |                   |
| 1993              | 東アジア競技大会               | 中国・上海市               | 1位               | 2.26 m            |                   |
| 1993              | 世界陸上競技選手権大会         | ドイツ・シュトゥットガルト | 14位 (q)          | 2.25 m            |                   |
| 1994              | アジア競技大会                 | 日本・広島市               | 1位               | 2.27 m            |                   |
| 1997              | 東アジア競技大会               | 韓国・釜山広域市           | 3位               | 2.24 m            |                   |
| 1998              | アジア競技大会                 | タイ・バンコク             | 7位               | 2.10 m            |                   |
| 2000              | シドニーオリンピック           | オーストラリア・シドニー   | 27位 (q)          | 2.15 m            |                   |
| 2001              | 東アジア競技大会               | 日本・大阪市               | 2位               | 2.20 m            |                   |